# Mazda Premacy Hydrogen RE Hybrid
Der Mazda Premacy Hydrogen RE Hybrid ist ein Mazda Premacy der Baureihe CR mit Hybridantrieb, der aus einem wasserstoffbetriebenen Wankelmotor, einem Elektromotor und einem Nickel-Metallhydrid-Akkumulator besteht.
Er wurde 2005 erstmals verkauft, auf der Tokio Motor Show 2007 wurde eine verbesserte Version gezeigt, bei der nun der Wankelmotor quer eingebaut ist und ein Lithium-Ionen-Akkumulator verwendet wird.
Der Wasserstofftank mit 110 Liter Fassungsvermögen bei 350 bar speichert bis zu 2,4 kg Wasserstoff und ist zusätzlich zum 60 Liter fassenden Benzintank eingebaut. Ist der Wasserstoff verbraucht, schaltet der kleine Wankelmotor auf Benzinbetrieb um. Die Reichweite mit Wasserstoff soll laut Hersteller rund 200 Kilometer betragen.
Der Hybridantrieb mit dem bivalenten Renesis-Wankelmotor hat die folgenden Daten
| Version               | 2005                             | 2005                             | 2007                        | 2007                        |
| Triebwerk             | 2-Scheiben-Wankelmotor           | 2-Scheiben-Wankelmotor           | 2-Scheiben-Wankelmotor      | 2-Scheiben-Wankelmotor      |
| Kammervolumen         | 2 × 654 cm³                      | 2 × 654 cm³                      | 2 × 654 cm³                 | 2 × 654 cm³                 |
| Betriebsart           | Wasserstoff                      | Benzin                           | Wasserstoff                 | Benzin                      |
| Leistung              | 80 kW (109 PS)                   | 154 kW (210 PS)                  | 110 kW (150 PS)             | 154 kW (210 PS)             |
| maximales Drehmoment  | 140 Nm bei 5000 min−1            | 222 Nm bei 5000 min−1            | 140 Nm bei 5000 min−1       | 222 Nm bei 5000 min−1       |
| Höchstgeschwindigkeit | 140 km/h                         | 140 km/h                         | 140 km/h                    | 140 km/h                    |
| Elektromotor          | Synchronmotor 30 kW (40 PS)      | Synchronmotor 30 kW (40 PS)      | Synchronmotor 30 kW (40 PS) | Synchronmotor 30 kW (40 PS) |
| Energiespeicher       | Nickel-Metall-Hydrid-Akkumulator | Nickel-Metall-Hydrid-Akkumulator | Lithium-Ionen-Akkumulator   | Lithium-Ionen-Akkumulator   |
| Reichweite            | 100 km                           | km                               | 200 km                      | km                          |

Ab 2008 sollen Exemplare der 2007er Version an ausgewählte Kunden verleast werden. Der Zeitplan wurde nicht eingehalten, da erst im Mai 2009 das erste Exemplar an die Firma Iwatani ausgeliefert wurde.